# Freudental
Freudental település Németországban, azon belül Baden-Württembergben. Lakosainak száma 2644 fő (2023. december 31.). Freudental Sachsenheim és Löchgau községekkel határos.

## Népesség
A település népessége az elmúlt években az alábbi módon változott:
| Lakosok száma | 952  | 1282 | 1847 | 1940 | 2072 | 2246 | 2390 | 2488 | 2421 | 2644 |
|               | 1961 | 1967 | 1974 | 1980 | 1987 | 1993 | 2000 | 2006 | 2013 | 2023 |